# 木内鶴彦
木内 鶴彦（きうち つるひこ、1954年6月4日 - 2024年12月1日）は、日本のコメットハンター（彗星捜索家）。長野県南佐久郡小海町出身。

## 人物
小学5年生の時に池谷・関彗星を見て以来、彗星に興味を持つ。学生時代には天文同好会に所属。卒業後も長野県臼田町（現佐久市）にて天体観測を続ける。
臨死体験者としても有名。航空自衛隊にて運航管理者（ディスパッチャー）として勤務していた22歳のとき、当時としては大変珍しい上腸間膜動脈性十二指腸閉塞で一度死亡を確認されるも30分後蘇生した。死後蘇生したことが医師のカルテに記録されている例としては国内で唯一である。その経過は学会で報告され、本人側の記録も木内の著書として刊行されている。この体験により「この宇宙とは何なのか、自分とは何なのか」といった問いを追求せざるを得なくなり、その疑問が天体観測に向かう原動力になったという。（→#臨死体験）
回復後は、航空自衛隊を退官し、彗星捜索を再開する。コンピュータによる軌道計算と写真乾板による彗星探査が普通である中で、木内は電卓と大型双眼鏡での眼視によって、当時行方不明になっていたスウィフト・タットル彗星を再発見するほか彗星を3つ発見して、全世界から一躍注目をあびた。木内の当時の彗星捜索のスタイルは、毎日、大型双眼鏡を八ヶ岳の山中にかつぎ上げ、眼視で観測することが特徴であった。
2008年7月、2003年に出願していた、太陽光を利用した炭素化炉システムの特許が日本をはじめ各国において認可された。2011年、年内完成を目指して実証試験炉を建設中である。炭素化炉は、巨大な反射鏡により太陽光を集光し、真空透明容器に入れられた廃棄物等に照射することで処理を行う。通常の物質は炭素・水素・ナフサなどに分解し、二酸化炭素や有害ガス等は発生しない。ダイオキシンや化学兵器、爆薬なども安全に処理することができ、理論上は核廃棄物も処理可能であるという。太陽光により処理するため、燃料費が不要であり、環境汚染の恐れがない、あらゆるものの処理が可能であることが最大の特徴である。また、生成される炭素・水素・ナフサは高純度であり、産業での利用が期待される。
2009年7月、皆既日食観測のため訪れた中国・杭州近くにて、胃からの大量出血による吐血と下血のために倒れた。その後、中国政府の援助もあり、約1カ月の入院ののち、日本への帰還を可能にした。その間、再びの臨死体験をした。
2010年になって、活動を再開している。
2010年からの活動は、全国で講演会・観望会を行い、天文や環境問題を説いて回っていた。特に光害と、そこから派生する自然環境破壊を強く訴える。

## 臨死体験
木内が臨死体験で見た「過去」においては、月は1万5000年程前に、地球に多量の水をもたらした彗星であり、その核が現在の月として地球の衛星となったのを見たとしており、地球の重力もそれ以前は増えた水の質量分弱かったと述べている。
また、太古の地球では水の性質が今と違っており、その太古の水の性質を再現する方法を考案したと述べ、その水を「太古の水」という名称で代理店を通じて販売している。この水はNMRで調べてみると、固有振動数が普通の水とはまるで違い、また原液を薄めて飲むと体にとても良く、末期癌などが完治した人もいると著書の中で述べているが、それを立証する実験結果や論文・研究データ、またそれに携わった研究者の実名等については言及されていない。

## 略歴
- 1990年3月16日 - チェルニス・木内・中村彗星(1990b)発見。
- 1990年7月16日 - 土屋・木内彗星(1990i)発見。
- 1991年1月7日 - メトカーフ・ブリューイントン彗星発見。
- 1992年9月27日 - スイフト・タットル彗星再発見。
- 1993年 - 北海道の北見観測所で円舘金と渡辺和郎が発見した小惑星 (5481) が「木内」（Kiuchi）と命名される。
- 1997年 - TBS「いのちの響」に出演。
- 2001年 - 6月公開の映画 STEREO FUTURE （製作・配給＝東北新社 監督：中野裕之）に出演。
- 2004年 - 長野県北佐久郡望月町（現長野県佐久市）に、北八ヶ岳第一天文台を開設。
- 2010年 - 「東久邇宮文化褒賞」受賞　彗星探査,環境保護活動、炭素化炉システム、太古の水の開発が評価された。
- 2024年12月1日 - 死去。70歳没[2]。

## 著書

### 単著
- 『宇宙(そら)の記憶』竜鳳書房、1995年　ISBN 4-947697-00-8
  - 『宇宙(そら)の記憶 彗星捜索家の臨死体験』GTEK、2018、文庫：改訂新版
- 『生き方は星空が教えてくれる』サンマーク出版、2003　ISBN 4-76-319477-1
  - 『生き方は星空が教えてくれる』サンマーク出版、2015、文庫
- 『臨死体験3回で見た《2つの未来》 : これがあの世飛行士の真骨頂! : この世ゲームの楽しみ方と乗り超え方!』ヒカルランド、2015

### 共著
- 小林健『検証の旅ピラミッドの石はレーザー光線で切っていた？：<エジプト・ギリシャ> 検証の旅海外編シリーズ』フォーラムソラ出版、2013、Kindle版
- 中丸薫『らくらく5次元ライフのはじまりはじまり : 国際特許内容をまるまる公開! : 地球の大そうじは〈今ここ日本〉から〈このテクノロジー〉で!』ヒカルランド、2013
- 保江邦夫『あの世飛行士 : 未来への心躍るデスサーフィン』ヒカルランド、2014
- 保江邦夫『あの世飛行士 予約フライト篇 (死んでる場合じゃないよ) 』ヒカルランド、2015
- 長典男『あの世飛行士(タイムジャンパー)は見た!?歴史の有名なあの場面 : あまりに不都合な《歴史トラブル》へのタイムトラベル』ヒカルランド、2015
- 小笠原英晃聞き手『未来を見てしまった男 木内鶴彦の超驚異的な超宇宙 : 地球と共に生き残るたった一つの道すじ』ヒカルランド、2018
- 佐々木久裕, 須田郡司『あの世飛行士《木内鶴彦》隕石落下と古代イワクラ文明への超フライト : 古代は麻よりマコモが重要だった?!』ヒカルランド、2018

### 論文
- 『日本でのアマチュア観測は可能か? (衝突!木星vs.彗星<特集>) 』科学朝日 54(8), p18-21, 1994-08
- 『死後の世界から見た現世の有り方 (2012年秋大会 2012年いよいよ始まった大転換時代) 』サトルエネルギー学会誌 18(30), 9-13, 2013